# Payán (ort)
Payán är en ort i Colombia.   Den ligger i departementet Nariño, i den västra delen av landet, 500 km sydväst om huvudstaden Bogotá. Payán ligger 45 meter över havet och antalet invånare är 2 892.
Terrängen runt Payán är platt. Runt Payán är det mycket glesbefolkat, med 3 invånare per kvadratkilometer. Det finns inga andra samhällen i närheten. I omgivningarna runt Payán växer i huvudsak städsegrön lövskog.